# Ricardo Augusto Pereira Guimarães
Ricardo Augusto Pereira Guimarães ComNSC (Porto, 11 de Outubro de 1830 — Lisboa, 18 de Novembro de 1889), 1.º Visconde de Benalcanfor, foi um brilhante escritor, jornalista e político português.

## Família
Filho de José Pereira Guimarães, grande e abastado Proprietário e grande Negociante de grosso trato da praça do Porto, várias vezes Vereador da Câmara Municipal dessa cidade, irmão mais novo de Manuel Pereira Guimarães e irmão mais velho de Francisco Pereira Guimarães, da mulher de José Gonçalves Santos Silva e Joaquim Pereira Guimarães, e de sua mulher Cândida Carlota Alves Pereira de Sousa, filha de Joaquim Alves de Sousa e de sua mulher Perpétua Felicidade de Sousa Pereira. Foram seus irmãos mais novos Guilherme Pereira Guimarães (1832 - ?), que morreu em viagem para o Brasil, sem geração, Eduardo Pereira Guimarães (1834 - Ilha de Santa Catarina, mais tarde Florianópolis, Santa Catarina, Brasil), que casou duas vezes, com geração de ambos os casamentos, e Adolfo Pereira Guimarães (1838 - ?), Engenheiro Civil.

## Biografia
Quando rebentou a Revolução chamada da Maria da Fonte, frequentava a Faculdade de Direito da Universidade de Coimbra, e entrou com os seus condiscípulos no Batalhão Académico. No Porto, para combater pela Liberdade, entrou como Aspirante de Marinha na Guarnição da Esquadra organizada pela Junta do Porto. Esta Esquadra foi, com a Divisão que transportava, sob o comando do 1.º Conde das Antas, aprisionada pelos navios Britânicos, e Ricardo Augusto Pereira Guimarães não pôde prosseguir na carreira que havia encetado. Acabada a Guerra Civil da Patuleia, voltou a Coimbra para acabar o curso de Direito, em que tomou o grau de Bacharel. Quando entre os estudantes se deu a chamada Revolta do Entrudo, foi dos maiores influentes desse movimento, que tomou graves proporções.
Depois de sair de Coimbra, dedicou-se à Literatura e ao Jornalismo, e foi, com Camilo Castelo Branco, um dos Fundadores de O Portuense. Mais tarde estabeleceu residência em Lisboa e colaborou no Arauto, Civilização, Revolução de Setembro, Revista Contemporânea  etc, onde se revelou polemista e folhetinista de valor. Filiou-se no Partido Histórico e foi eleito Deputado por Damão, na Legislatura de 1860 a 1864. No ano seguinte voltou à Câmara dos Deputados, representado o Círculo Eleitoral de Cinfães. Em 1864 publicou um livro intitulado: Narrativas e Episódios da Vida Política e Parlamentar e, em 1868, quando a Revolução Espanhola derrubou D. Isabel II de Espanha e D. Francisco I de Espanha, escreveu um folheto intitulado Duas Palavras acerca da Revolução de Espanha. Nesse mesmo ano foi nomeado Secretário-Geral do Governo de Macau, mas retrocedeu a meio da viagem por falta de saúde. A essa viagem gorada se devem, contudo, dois belos livros da sua autoria: No Cairo ou De Lisboa ao Cairo (Scenas de Viagem), Porto, Livraria Internacional de Ernesto Chardron, 1876, e Na Itália, Porto, Livraria Internacional de Ernesto Chardron, 1876. Publicou ainda outro livro de viagens: Viena e a Exposição, Lisboa, Typographia Progresso, 1873. Escreveu também Impressões de Viagem: Cadiz, Gibraltar, Pariz e Londres, Porto, Viúva Moré – Editora, 1869, Leituras do Verão, Porto, Typographia de A. J. da Silva, 1883.
Cerca de 1871 abandonou toda a atividade política para as dedicar apenas às Letras. N' O Comércio do Porto escreveu curiosas correspondências de Lisboa, e no Diário de Notícias excelentes folhetins. Com umas e outros compôs mais tarde livros: Fantasias e Escritos Contemporâneos, Na Província, etc. Nomeado Inspetor da Instrução Secundária, foi encarregado de escrever a Crónica de D. Pedro IV e eleito Sócio da Academia, cabendo-lhe proferir o elogio fúnebre de D. Fernando II de Portugal, que foi impresso. Em 1887 tomou assento na Câmara Alta como Par do Reino e foi-lhe dada a Presidência da 1.ª Classe da Academia Real das Ciências de Lisboa.
Destacou-se como memorialista e ensaísta folhetinista, alcançando grande projeção nos periódicos das décadas de 1870 e 1880, mas cuja obra, maioritariamente constituída por narrativas de viagem, se encontra em boa parte olvidada. Para além de escritor e crítico literário, foi professor e tradutor. O seu nome consta na lista de colaboradores da revista Ribaltas e Gambiarras  (1881).
Era Comendador da Ordem de Nossa Senhora da Conceição de Vila Viçosa, Grã-Cruz da Ordem de Isabel a Católica de Espanha, Ajudante Honorário do Procurador-Geral da Coroa e Fazenda, Sócio da Academia Real da História, da Academia de Cervantes e da Sociedade de Antropologia, todas de Madrid, da Sociedade de Economia Política, de Paris, do Instituto de Coimbra, Membro-Professor da Academia de Legislação e Jurisprudência Espanhola, etc.
O título de 1.º Visconde de Benalcanfor foi-lhe concedido, em uma vida, em sua vida, por Decreto de 14 de Julho de 1870 e Carta de 6 de Maio de 1871 de D. Luís I de Portugal.
Faleceu com 59 anos de idade, na sua residência, rés-do-chão, número 405, da Rua do Salitre (freguesia de São Mamede, Lisboa), encontrando-se sepultado num jazigo do Cemitério dos Prazeres.

## Casamento e descendência
Casou a 1 de Janeiro de 1858 com Maria Madalena Pais Guerreiro de Sande Salema (28 de Julho de 1832 - 19 de Outubro de 1902), filha de João Alexandre Guerreiro Barradas de Sande Salema, Fidalgo Cavaleiro da Casa Real, e de sua mulher Maria da Luz Pais de Matos Falcão, e viúva de Joaquim Carlos Champalimaud de Nussane de Sousa Lira e Castro Barbosa, com geração.